# Fantasma Rojo
El Fantasma Rojo (Ivan Kragoff) y sus Super-Simios (Mikhlo el gorila, Igor el mandril, y Peotor el orangután), (Inglés: Red Ghost) son un grupo de supervillanos de Marvel Comics, quienes comenzó su carrera luchando contra Los 4 Fantásticos, antes de enfrentarse a otros héroes de Marvel como el Hombre de Hierro y el Hombre Araña.

## Historial de publicaciones
Fantasma Rojo y sus Super-Simios fueron creados por Stan Lee y Jack Kirby y aparecieron por primera vez en Fantastic Four # 13 (abril de 1963) y # 29 (agosto de 1964).

## Biografía ficticia
Ivan Kragoff nació en Leningrado, en lo que fue en su momento la Unión Soviética. Antes de convertirse en el Fantasma Rojo, Ivan era un científico soviético en vencer a los estadounidenses a la Luna y afirmando que para el comunista imperio. Reunió una tripulación de tres primates entrenados - Mikhlo el gorila, Igor el babuino, y Peotr del orangután, a los que sometió a regímenes de entrenamiento especializados diseñados por él. Luego despegó en su viaje en cohete lunar en nombre de la URSS, mientras que en el siguiente panel, los Cuatro Fantásticos apuntaban su propio cohete hacia el mismo destino.
Kragoff sabía lo suficiente de la historia de los Cuatro Fantásticos y diseñó su cohete a propósito de tal manera que él y su tripulación estuvieran muy expuestos a los rayos cósmicos que esperaba les infundirían superpoderes. Esto fue un éxito: Kragoff ganó la habilidad de volverse tan intangible e invisible como un "fantasma", Mikhlo se volvió súper humanamente fuerte y duradero, Igor ganó la habilidad de cambiar de forma y podía transformarse en casi cualquier cosa, y Peotr ganó la habilidad de atraer y repeler objetos.
El Fantasma Rojo y sus Super-Monos, como él los llamó, lucharon contra los Cuatro Fantásticos poco después de obtener sus poderes, conociéndose por primera vez con La Mole. Fantasma Rojo se encontró con Uatu el Vigilante durante esta pelea, quien dijo que uniría a los dos grupos en guerra en una lucha por la supremacía sobre la Luna. El Fantasma Rojo y sus simios primero derrotaron a los Cuatro y secuestraron a la Chica Invisible. Pero fue derrotado por los Cuatro Fantásticos y abandonado en la Luna cuando los simios se rebelaron contra él después de que la Chica Invisible desactivó un campo de fuerza, lo que les permitió acceder a la comida que el Fantasma Rojo les ocultaba. Mikhlo luego rompió la puerta de metal, liberando a la Chica Invisible. El Fantasma Rojo entró en la base del Vigilante con la esperanza de usar sus secretos, pero no pudo entender la tecnología y fue arrojado del área por el Vigilante. Los Cuatro Fantásticos luego usaron un rayo paralizante para detenerlo.
Con sus Super-simios, más tarde otra vez luchó los Cuatro Fantásticos en la luna, y otra vez se encontró con el vigilante. Kragoff fue teletransportado accidentalmente a la Tierra por la materia transportadora del Vigilante. El Fantasma Rojo fue expulsado del Partido Comunista y sus Grandes Simios fueron incautados. Él formó una alianza con el Hombre Topo que estaba tratando de usar una máquina de terremoto para atacar al mundo de la superficie, y luchó contra Los Vengadores, pero fue derrotado. Vuelven los Super-simios de nuevo, Kragoff apareció entre los villanos reunidos por el Doctor Doom para destruir los Cuatro Fantásticos. Kragoff finalmente perdió sus poderes originales. Él formó una alianza con el Unicornio de robar a Tony Stark su intensificador de rayos cósmicos, que utilizó para ganar el nuevo poder sobrehumano de una forma-niebla como ya dar poderes a sus nuevos monos entrenados, Alfa y Beta. Luchó con Iron Man y el unicornio, pero fue derrotado por Alfa y Beta, que se volvió contra él. Más tarde se formó una alianza con Attuma y luchó con los Defensores, pero fue derrotado.
Kragoff usa su próximo experimentó con un intensificador de rayos cósmicos para intentar aumentar sus propios poderes sobrehumanos, sino que sin querer causó a sí mismo como incapaz de salir de un estado de intangibilidad. Tenía su original de Super-simios secuestran a Tony Stark y le obligó a construir un "cañón cosmitronico" y devolverlo a un estado tangible. Él luchó contra Iron Man, pero la próxima vez Kragoff convirtió intangible, sus átomos comenzaron a dispersarse como efecto secundario de su tratamiento con el cañón. conciencia de Kragoff logró forzar sus átomos de permanecer juntos, aunque su cuerpo permaneció en un intangible y, a veces, el estado invisible.
Meses más tarde, Mr. Fantástico fue al espacio para exponerse a la radiación cósmica de revitalizar sus propios poderes. Desconocido para Richards, Kragoff, siendo intangible, también estaba a bordo de la nave espacial. Kragoff utilizó su invisibilidad para esconderse de Richards durante días hasta que fue capaz de sumergirse en la radiación cósmica. La radiación restauró sus poderes a lo que originalmente habían sido. El Fantasma Rojo podría volver a ser tangibles o intangibles y visible e invisible a voluntad. Incluso ganó el poder de hacer que otros objetos en su proximidad intangible e invisible. Totalmente recuperado, se enfrentó a los Cuatro Fantásticos, y escapó.
Con el Super-simios, el Fantasma Rojo intentó robar un tratado matemático raro de la Universidad Empire State. Él luchó contra Spider-Man, pero se escapó. Intentó de provocar terremotos en las ciudades soviéticas, y luchó contra los Super Soldados Soviéticos. Se obligó a Black Fox para acompañar a los Super-simios en robos. Una vez más luchó contra Spider-Man, pero se escapó otra vez.
Junto a Klaw, el Láser Viviente y Venom durante los actos de venganza, él intentó robar tecnología alienígena de la casa del vigilante en la luna. El Fantasma Rojo utiliza los poderes que había adquirido de su re-exposición a atacar a Quasar. Fue capturado en este intento. Con los Super-simios, el Fantasma Rojo trataron de robar la tecnología alienígena del smartship Viernes; se enfrentó a Mr. Fantástico, la Mujer Invisible, y los Power Pack, y fue capturado.
Los Super-simios más tarde apareció solo, habiendo divorciado a sí mismos de la Red Santos y comenzó una vida de crimen por su cuenta al hacerse cargo de una empresa privada zoológico en Salinas, Kansas. Se habían convertido a los animales contra la población local y capturaron a tres miembros de los Nuevos Guerreros cuando entraron en el complejo. En lugar de luchar para salir de la situación, utilizaron sus intelectos y se establecieron en una coexistencia pacífica con la gente de la ciudad.
Poco después de los Cuatro Fantásticos regresar de una dimensión de bolsillo creado por Franklin Richards, el Super-simios había ganado un alto nivel de inteligencia y estaban trabajando en un virus que llevaría a cabo el ser humano, dejando simios dominante. El Fantasma Rojo, por el contrario, había degenerado en un estado mental infantil y pasó la mayor parte del tiempo interesado en un conejo.
El Fantasma Rojo y los Grandes Simios se unieron de nuevo y el Fantasma Rojo recuperó su inteligencia originales. Ellos trataron de construir un nuevo estado comunista en el vacío político de Niganda - ". Un país en el que una nueva forma de marxista-leninista del socialismo puede crecer, basado en la pureza del mundo simio" la República Socialista de simio de Niganda.
Red Ghost más tarde apareció como miembro de Inteligencia. Mientras que Hulk Rojo luchaba contra los X-Men, Rojo Santo lograron capturar a Bestia y Pantera Negra y envió a sus súper monos para ayudar a Hulk Rojo y solo para atacar a Hulk Rojo. Mikhlo fue asesinado por Hulk Rojo, que enfureció a la Red Santos.
El Fantasma Rojo reemplazado a Mikhlo con Grigori, un gorila bebé que fue posiblemente robado del Leningrado. Dio a Grigori, súper fuerza a través de restos dejados por el nuevo equipo de Departamento X. Fue de corta duración que no mucho tiempo después de la creación de Grigori, cuando las She-Hulks atacaron y capturaron el cuarteto.
La Red Santos estaba con el Intelligencia cuando fueron atacados por los Seis Siniestros. Durante la batalla, él y sus monos murieron cuando el Doctor Octopus utilizó el cañón Zero para lanzarlos al espacio.
Modok Superior fue capaz de revivir al Fantasma Rojo y sus Súper simios y los demás miembros de Inteligencia donde comenzaron a formular sus planes después de su añicos predicha de la comunidad de superhéroes.
Durante la historia de Civil War II, el Fantasma Rojo y sus Súper Simios aparecieron trabajando en un nuevo proyecto de ciencia cuando Steve Rogers, el Capitán América original, ingresa al laboratorio. Fantasma Rojo envía a sus Super-Simios para atacar a Steve, quien los mata uno por uno. Fantasma Rojo intenta escapar, perdiendo su brazo derecho y su pierna izquierda en el proceso, y es asesinado por Steve, quien confiscó su proyecto para poder usarlo para su propia agenda.
Por medios desconocidos, Miklo, Igor y Peotr reviven y se alían con los Maestros del Mal Animal de Ziggy Pig.
Los Súper Simios luego toman el control del Zoológico de Central Park y ahora se les une un chimpancé potenciado llamado Yaroslavi. Ellos luchan contra los Thunderbolts de Hawkeye antes de que los oficiales de policía los sometan usando gas somnífero.
El Fantasma Rojo se refugia en Kingsport, Massachusetts, donde la ciudad está asediada por los fantasmas de los primates que murieron a causa de experimentos de radiación cósmica que están persiguiendo a su antiguo amo. El Escuadrón de Respuesta de Emergencia de los Vengadores pone fin a la amenaza dejando que los fantasmas de los primates se venguen de Fantasma Rojo mientras lo dejan con vida para enfrentar la justicia. Los fantasmas de los primates pasan al más allá mientras el Escuadrón de Respuesta de Emergencia de los Vengadores se encarga de que Fantasma Rojo sea entregado a La Haya.

## Poderes y Habilidades
Posee la capacidad de convertirse intangible a voluntad. A través de la concentración, Fantasma Rojo puede lograr diferentes grados de intangibilidad e incluso puede llegar a ser como una niebla difusa. Él puede flotar ya sea mientras intangible o caminar en el aire (de una manera similar a Shadowcat). El puede volverse transparente cuando está en forma no corpórea, en la medida en que el equipo sensible de Reed Richards no pudo detectarlo mientras se escondía durante varios días. El Fantasma Rojo es capaz de solidificar cada parte de su cuerpo a la vez, mientras que el resto permanece insustancial. Desde su bombardeo adicional de rayos cósmicos, Kragoff también puede volverse invisible e incluso convertirse en niebla roja.Desafortunadamente, estos poderes eran intermitentes. Los perdió después de ser irradiado por una fuerte dosis de más radiación en el espacio.Cuando está en "modo fantasma", el metabolismo de su cuerpo le permite pasar largos períodos de tiempo sin sustento.

### Logros
El Fantasma Rojo es un genio científico con conocimientos avanzados de cohetes, ingeniería y física. También es experto en entrenar simios.Kragoff ha perfeccionado generadores de campos de fuerza, dispositivos que se comunican mentalmente con otros primates o los controlan, pistolas de hielo, combustible de alta energía a partir de materiales encontrados dentro del fragmento de meteorito y una nave espacial hecha de plástico cerámico transparente que no debe estar protegida contra las tormentas de rayos cósmicos. Ha estudiado diversas formas de teoría socialista y comunista.

## Súper simios conocidos
- Miklo - Un gorila que ganó superfuerza y durabilidad. Si bien fue asesinado por Red Hulk, luego apareció con vida.
- Igor - Un babuino que adquirió habilidades para cambiar de forma.
- Peotr - Un orangután que adquirió la capacidad de atraer y repeler objetos.
- Alpha - Un gorila con superfuerza que traicionó al Fantasma Rojo.
- Beta - Un gorila con habilidades de control mental que traicionó al Fantasma Rojo.
- Grigori - Un bebé gorila que Red Ghost adoptó como sucesor de Miklo y poseía las mismas habilidades que Miklo.
- Yaroslavi - Un chimpancé con habilidades para proyectar energía.

## Otras versiones

### Ultimate Marvel
El Ultimate Marvel, versión de Ivan Kragoff se introdujo en Ultimate Fantastic Four # 47 (diciembre de 2007). Él se basa en un laboratorio en Siberia, y primero se ve a experimentar en un oso llamado Misha, con la capacidad de hablar. Él está en contacto con el Dr. Franklin Storm, y persuade la tormenta que Sue y Reed podrían estar interesados en su obra. Su ayudante Sorba Rutskaya luego destruye su avión con un arma de rayos y los captura. Al parecer, la obra de Kragoff está enfocada hacia la reactivación de una mujer llamada Irina, quien cree que Storms está muerta. Sorba más tarde apuñala Kragoff, y revela que planea sobre el uso de un haz de energía a partir de la N-Zona de fusionar a sí misma con Sue para que pueda obtener sus poderes y usarlos para destruir a los que ella cree están dañando la naturaleza. Dado que el rayo está a punto de combinar los dos, Sue se escapa y el rayo golpea Sorba y varios viales de ADN de simio. Cuando el humo se disipa, se revela que Sorba se ha convertido en un gigantesco deformado, criatura, de gorila con múltiples extremidades y cabezas simiian, así como una sola cabeza humana que conserva su personalidad demente. Además de poseer los poderes intangibilidad de la Red Fantasma original, Sorba también puede crear simios y monos de su cuerpo que están subordinadas a su voluntad, donde cada uno de ellos es capaz de manifestar superpotencias N-Zone. Ella comienza a atacar a Sue como Reed, Johnny, Ben y Dínamo Carmesí se apresuran a salvar a Sue. Sue es capaz de "sobrecarga" ella mediante la inserción de muchas otras muestras de ADN animal.

### Marvel Apes / Zombies
Atrapado entre dimensiones con la versión simiesca de Speedball, Fantasma Rojo se encuentra aliado con los simios en el mundo de Marvel Apes que lucha contra los Marvel Zombies.

## Otros Medios

### Televisión
- El Fantasma Rojo (junto a su Super-Simios) apareció dos veces en la década de 1960. Los Cuatro Fantásticos, serie de televisión, voz de Vic Perrin.[33]
- En Iron Man episodio "Enemigo Interior, Enemigo Sin," Red Santo era el responsable de la creación de MODOK cuando él estaba celoso de su amor por Alana Ulanova.
- El Fantasma Rojo apareció en The Avengers: Earth's Mightiest Heroes[33]episodio "The Breakout" Pt. 1. Él y su Super-simios se muestran como los internos de la Casa Grande cuando se produce una fuga en masa. En el episodio "Ultron-5", él, Rojo Santos y sus Super-simios se muestran inconsciente después de haber sido derrotados por fuera de la pantalla de Hulk y Pantera Negra.
- El Fantasma Rojo aparece en Hulk and the Agents of S.M.A.S.H. de la segunda temporada, episodio 14, "Los Hulks Rebeldes", con la voz de J. B. Blanc en un acento ruso.[33] Después de que Red Hulk y Skaar capturan a Abominación en el momento en que Hulk estaba cubriendo al Alcalde Stan de Vista Verde (que está de vacaciones), él y sus Super-simios son interceptados en su transporte para que puedan drenar la energía gamma de Abominación como parte de planes del Fantasma Rojo para hacer un ejército de Abomi-simios. Comenzó con sus Super-simios como una prueba de funcionamiento. Una vez, Hulk, She-Hulk y A-Bomb llegan al castillo del Fantasma Rojo, los Agentes de S.M.A.S.H. fueron capaces de derrotar a Fantasma Rojo y sus Super-simios (que retrocedieron de nuevo a ser normales). Fantasma Rojo, sus Super-simios, y Abominación se mencionaron de haber sido remitidos en custodia por S.H.I.E.L.D.
- El Fantasma Rojo aparece en Lego Marvel Avengers: Code Red, con la voz de Roger Craig Smith.[33]

### Película
El Fantasma Rojo debía aparecer en Los Cuatro Fantásticos: primeros pasos (2025), interpretado por John Malkovich, pero finalmente fue cortado.Sin embargo, un Súper Simio hace un cameo.

### Videojuegos
- El Fantasma Rojo y los Grandes Simios aparecen como enemigos en Fantastic Four: Rise of the Silver Surfer en videojuego, expresado por Dwight Schultz.[33]Los Cuatro Fantásticos, él y sus monos a luchar en una estación espacial. Él les revela que Galactus viene, y que deben permanecer en la estación si esperan sobrevivir. Al final, los Cuatro Fantásticos escapar y dile que venga con ellos fuera de la estación (que es autodestrucción), pero él se niega y desaparece cuando se van. No se sabe si sobrevivía.